# Schoharie (hrabstwo Schoharie)
Schoharie – wieś w Stanach Zjednoczonych, w stanie Nowy Jork, w hrabstwie Schoharie.